# Умм-эль-Буаги
Умм-эль-Буаги (араб. أم البواقي‎) — город на северо-востоке Алжира, административный центр одноимённого вилайета.

## Название
Город основан в римскую эпоху, упоминается в документах Карфагенского собора 411 года под названием Макомада (лат. Macomada) или Макомадия (Macomadia). Во времена французского господства (1830–1962) город носил название Канробер (фр. Canrobert) в честь генерала Франсуа Сертена Канробера. После обретения страной независимости получил нынешнее название, означающее в переводе с арабского мать оставшихся или мать местных, что вероятно является искажённым берберским названием.

## Географическое положение
Город находится в центральной части вилайета, на территории горного массива Орес, на высоте 902 метров над уровнем моря.

Умм-эль-Буаги расположен на расстоянии приблизительно 375 километров к востоку-юго-востоку (ESE) от столицы страны Алжира.

## Демография
По данным переписи, на 2008 год население составляло 80 359 человек.
Динамика численности населения города по годам:
| 1977   | 1987   | 1998   | 2008   | 2012   |
| ------ | ------ | ------ | ------ | ------ |
| 15 123 | 36 937 | 59 795 | 80 359 | 94 507 |

## Транспорт
В 7 километрах к востоку от города находится одноимённый аэропорт.